# Małachowicze
Małachowicze (biał. Малахавічы, Małachawiczy; ros. Малаховичи, Małachowiczi) – część miasta Grodno na Białorusi.
W latach 1921–1939 Małachowicze należały do gminy Hornica (której siedzibą była Kopciówka) w ówczesnym województwie białostockim. 16 października 1933 utworzyła gromadę Małachowicze w gminie Hornica. Po II wojnie światowej weszła w struktury ZSRR.
Według Powszechnego Spisu Ludności z 1921 roku wieś zamieszkiwało 266 osób, 167 było wyznania rzymskokatolickiego, 99 prawosławnego. 189 mieszkańców zadeklarowało polską przynależność narodową a 77 białoruską. Były tu 48 budynków mieszkalnych.
24 kwietnia 2008 roku wieś Małachowicze została przyłączona do Grodna.